# Teodoro Corrà
Teodoro Corrà, né Teodoro Agrimi à Rome en 1934, mort à Rome en 1996, est un acteur, un scénariste et un producteur de cinéma italien. 

## Biographie
Teodoro Corrà est acteur de genre italien. Il débute dans le cinéma dans les années 1960, en obtenant assez vite des rôles de comprimario.
Il aura surtout joué dans des westerns et des policiers, touchant aussi au cinéma érotique et à la comédie. En plus de ses rôles comme acteur, il écrira quelques scénarios, et contribuera à la production de quelques films, parfois sous des pseudonymes comme Theo Grim ou des diminutifs comme Doro Corrà.

## Filmographie

### Acteur
- 1959 : Due selvaggi a corte, de Ferdinando Baldi : Tubo (comme Doro Corrà)
- 1961 : La Terreur des mers (Il terrore dei mari), de Domenico Paolella
- 1961 : Una spada nell'ombra, de Luigi Capuano (comme Doro Corrà)
- 1962 : Tempo di credere, d’Antonio Racioppi
- 1965 : Soldati e caporali (it), de Mario Amendola : télégraphiste[1] (comme Doro Corrà)
- 1967 : Il vostro superagente Flit, de Mariano Laurenti (comme Doro Corrà)
- 1967 : Les Longs Jours de la vengeance (I lunghi giorni della vendetta), de Florestano Vancini (comme Doro Corrà)
- 1967 : Una ragazza tutta d'oro (it), de Mariano Laurenti : psychanalyste (comme Doro Corrà)[1]
- 1968 : Opération fric (Sette volte sette), de Michele Lupo : Briggs (comme Theodor Corrá)[1]
- 1968 : Chacun pour soi (Ognuno per sé), de Giorgio Capitani : shérif
- 1968 : Cinq Gâchettes d'or (Oggi a me... domani a te!), de Tonino Cervi : marchand d'armes
- 1968 : La vuole lui... lo vuole lei (it), de Mario Amendola
- 1968 : I ragazzi di Bandiera Gialla (it), de Mariano Laurenti : sergent[1]
- 1968 : Scusi, lei lo conosce il sesso?, de Vittorio De Sisti
- 1968 : Vingt Mille Dollars sur le sept (20.000 dollari sul 7), d’Alberto Cardone : Gringo (comme Doro Corrà)
- 1969 : La Dernière Balle à pile ou face (Testa o croce), de Piero Pierotti
- 1969 : Django le Bâtard (Django il bastardo), de Sergio Garrone : Williams
- 1969 : La Mort sonne toujours deux fois (Blonde Köder für den Mörder), de Harald Philipp : homme saoul (comme Teodoro Agrimi Corrà)[1]
- 1970 : L'Île de l'épouvante (5 bambole per la luna d'agosto), de Mario Bava : George Stark
- 1970 : Django défie Sartana (Django sfida Sartana), de Pasquale Squitieri : Juan, le Corbeau
- 1970 : Roy Colt et Winchester Jack (Roy Colt & Winchester Jack), de Mario Bava : le révérend
- 1970 : L'interrogatorio (it), de Vittorio De Sisti : Carlo Dosi[1]
- 1970 : Il presidente del Borgorosso Football Club, de Luigi Filippo D'Amico : Sarenti, médecin du sport
- 1971 : Une saison en enfer (film) (Una stagione all'inferno), de Nelo Risi
- 1971 : Mio padre monsignore (it), d’Antonio Racioppi : Zuavo
- 1971 : La vengeance est un plat qui se mange froid (La vendetta è un piatto che si serve freddo), de Pasquale Squitieri : Boon
- 1971 : L'Œil de l'araignée (L'occhio del ragno), de Roberto Bianchi Montero
- 1971 : Mallory 'M' comme la mort, de Mario Moroni : Bart Ambler
- 1971 : Un polyvalent pas comme les autres (Stanza 17-17 palazzo delle tasse, ufficio imposte), de Michele Lupo : responsable du bureau fiscal des prêtres
- 1972 : Le Nouveau Boss de la mafia (I familiari delle vittime non saranno avvertiti), d’Alberto De Martino : le Marseillais
- 1972 : Les Autres Contes de Canterbury, (Gli altri racconti di Canterbury), de Mino Guerrini : segment 'La sposa ebrea', le seigneur (as Teodoro Carrà)[1]
- 1972 : La Vengeance du Sicilien (Torino nera), de Carlo Lizzani : Ravazza
- 1972 : La Filière (Afyon - Oppio), de Ferdinando Baldi : Ciro
- 1972 : La colonna infame, de Nelo Risi
- 1973 : Ce cochon de Paolo (Paolo il caldo), de Marco Vicario : invité de Turin
- 1973 : L'Homme aux nerfs d'acier (Dio, sei proprio un padreterno!), de Michele Lupo : prisonnier homosexuel
- 1974 : La profanazione (it), de Tiziano Longo
- 1974 : Lucrezia giovane (it), de Luciano Ercoli : Cardinal Sisto Borgia (comme Doro Corà)[1]
- 1974 : Il lumacone, de Paolo Cavara : brigadier[1]
- 1975 : Un flic voit rouge (Mark il poliziotto), de Stelvio Massi : le secrétaire de Benzi
- 1976 : Magnum 44 spécial (La legge violenta della squadra anticrimine), de Stelvio Massi : Charlie
- 1978 : Es pecado... pero me gusta, de Juan Bosch Palau
- 1989 : Burro (it), de José María Sánchez : Mustafà, le mage
- 1994 : La pista bulgara (it), de Stelvio Massi : juge

### Scénariste
- 1975 : Marc la gâchette (Mark il poliziotto spara per primo), de Stelvio Massi
- 1978 : Un flic explosif (Un poliziotto scomodo), de Stelvio Massi
- 1979 : Le Justicier au gardénia (Gardenia il giustiziere della mala), de Domenico Paolella
- 1979 : Tre sotto il lenzuolo, de Domenico Paolella
- 1979 : Riavanti... Marsch!, de Luciano Salce
- 1979 : Belli e brutti ridono tutti (it), de Domenico Paolella
- 1992 : Body Puzzle, de Lamberto Bava
- 1993 : Alto rischio (it), de Stelvio Massi
- 1994 : La Chance, d’Aldo Lado

### Producteur adjoint
- 1970 : La tela del ragno d'après Agatha Christie
- 1970 : L'interrogatorio (it), de Vittorio De Sisti
- 1974 : Flavia la défroquée (Flavia, la monaca musulmana), de Gianfranco Mingozzi
- 1978 : Les mouettes volent bas (I gabbiani volano basso), de Giorgio Cristallini